# 希爾賽德萊克 (紐約州)
希爾賽德萊克（英語：Hillside Lake）是位於美國紐約州達奇斯縣的普查規定居民點。

## 人口
根據2020年美國人口普查的數據，希爾賽德萊克的面積為1.46平方千米，當中陸地面積為1.35平方千米，而水域面積為0.10平方千米。當地共有人口1091人，而人口密度為每平方千米747.26人。